# Szabó Rezső (politikus)
Szabó Rezső (Kolozsnéma, 1929. május 10. – Kolozsnéma, 2018. február 17.) szlovákiai magyar jogász, politikus.

## Élete
A Pápai Református Kollégiumban tanult, majd 1948-ban Komáromban érettségizett. Jogi tanulmányait 1952-ben a pozsonyi Comenius Egyetemen végezte el. 1951–1954 között a Csemadok Központi Bizottságának szakelőadója, később titkára, majd főtitkára. 1959–1961 között a Hét főszerkesztője. 1969–1970-ben a Szlovák Nemzeti Tanács alelnöke. 
1968-ban egyike volt a szlovákiai magyarság követeléseit tételesen megfogalmazó értelmiségieknek. Ezután kegyvesztett lett, 1970-ben kizárták a Csehszlovák Kommunista Pártból és a Csemadokból is. 1971–1974 között fizikai munkás, 1975–1981 között egy vállalat szakelőadója, majd jogásza. 1989-ben rehabilitálták, 1990-ben az Együttélés Politikai Mozgalom egyik alapítója. 1990–1992 között a Szlovák Nemzeti Tanács képviselője, és ismét alelnöke volt. Csehszlovákia szétválása után 1993–1997 között a Csemadok alelnöke volt.

## Művei
- A Csemadok és a prágai tavasz. Beszélgetések, cikkek, előadások, dokumentumok; szlovák nyelvű dokumentumford. Gály Iván, utószó Szarka László; Kalligram, Pozsony, 2004